# Vladimir Beba Popović
Vladimir Beba Popović, (Srbija, 1958) je ustanovitelj in direktor regionalne think-tank organizacije Inštitut za javno politiko in nekdanji vodja Urada za komunikacije v vladi Zorana Đinđića.

## Življenjepis
Rojen je v Srbiji leta 1958. Končal je Ekonomsko fakulteto Univerze v Beogradu. Koncem osemdesetih let je postal prvi direktor multinacionalne oglaševalske verige Ogivly & Mather  za območje Jugoslavije. Z uvajanjem večstrankarstva v Srbiji je Vladimir Popović prevzel aktivno vlogo v političnem življenju srbske opozicije in od samega začetka kreiral marketinško kampanjo za večino strank tedanje opozicije. Od leta 1994 je pričel nenehno sodelovati z Demokratsko stranko in njenim predsednikom Zoranom Đinđićem. Popović je tem obdobju bil manager vseh političnih volilnih kampanj v katere je bila vključena DS, kot tudi opozicijskih koalicij, in sicer koalicije Zajedno, Savez za promene, itd. Bil je tudi direktor volilne kampanje koalicije DOS. Popović  je po demokratičnih spremembah stopil v vlado in je bil angažiran pri sestavljanju kabineta predsednika vlade, potem pa prevzel sestavo in vodenje Urada za komunikacije vlade Republike Srbije. To funkcijo je opravljal do sredine leta 2003, ko se je vrnil v svoje podjetje in oglaševanju. 
Od leta 2004 je s svojimi izkušnjami dalje prispeval k razvoju civilne družbe v Srbiji. Sodeloval je pri izdelavi številnih projektov predvsem v sodelovanju s komitejem pravnikov za človekove pravice Yucom iz Beograda in gospo Biljano Kovačević Vučo. Aktivno je nudil svoje storitve, pomagal meščanskim strankam v Srbiji in sodeloval pri oblikovanju novih liberalnih in demokratičnih gibanj in strank. Od leta 2005 živi in dela na Dunaju, v Londonu in Podgorici. Končal je številne specializacije s področja političnega marketinga, državne uprave, medijev in izvajanja medijske strategije.